# Мужская сборная Финляндии по водному поло
Мужская сборная Финляндии по водному поло — национальная ватерпольная команда, представляющая Финляндию на международной арене. Управляющей организацией является Федерация плавания Финляндии (фин. Suomen Uimaliitto, SUiL, англ. Finnish Swimming Federation).

## Результаты выступлений

### Чемпионаты Европы
| Год        | Место          | И              | В              | Н              | П              | ГЗ             | ГП             | +/-            |
| ---------- | -------------- | -------------- | -------------- | -------------- | -------------- | -------------- | -------------- | -------------- |
| 1926—1966  | не участвовали | не участвовали | не участвовали | не участвовали | не участвовали | не участвовали | не участвовали | не участвовали |
| 1970       | 13             | 6              | 1              | 1              | 4              | 19             | 51             | -32            |
| 1974—н. в. | не участвовали | не участвовали | не участвовали | не участвовали | не участвовали | не участвовали | не участвовали | не участвовали |